# Вейдманн, Дауда
Дауда Вейдманн (фр. Daouda Weidmann; род. 4 мая 2003, XIX округ Парижа) — французский футболист, полузащитник нидерландского клуба «Валвейк».

## Клубная карьера
Вейдманн — воспитанник клубов «Ред Стар», «Париж», «Пари Сен-Жермен» и итальянского «Торино». В 2023 году игрок был включён в заявку на сезон последнего. В том же году Вейдманн на правах аренды перешёл в нидерландский «Валвейк». 7 октября в матче против «Алмере Сити» он дебютировал в Эредивизи. По окончании аренды клуб выкупил трансфер игрока и подписал с ним контракт до середины 2028 года.